# Débarquement de Provence
Seconde Guerre mondiale
Batailles
Front d'Europe de l'Ouest
- Campagnes du Danemark et de Norvège
- Bataille de France
- Bataille de Belgique
- Bataille des Pays-Bas
- Bataille d'Angleterre
- Blitz
- Opération Myrmidon
- Opération Ambassador
- Raid de Dieppe
- Sabordage de la flotte française à Toulon
- Bataille aérienne de Berlin
- Bataille de Normandie
- Débarquement de Provence
- Libération de la France
- Campagne de la ligne Siegfried
- Bataille du Benelux
- Poche de Breskens
- Bataille des Vosges (Bruyères)
- Bataille des Ardennes
- Bataille de Saint-Vith
- Siège de Bastogne
- Opération Bodenplatte
- Opération Nordwind
- Campagne de Lorraine
- Bataille d'Alsace (Forêt de la Hardt, Poche de Colmar Jebsheim)
- Campagne d'Allemagne
- Raid de Granville
- Libération d'Arnhem
- Bataille de Groningue
- Insurrection géorgienne du Texel
- Bataille de Slivice
- Capitulation allemande

Front d’Europe de l’Est

Campagnes d'Afrique, du Moyen-Orient et de Méditerranée

Bataille de l’Atlantique

Guerre du Pacifique

Guerre sino-japonaise

Théâtre américain
2e campagne de France
- Corse
- Limousin
- Ain et Haut-Jura
- Les Glières
- Ascq
- Division Brehmer
- Mont Mouchet
- Opérations SAS en Bretagne
- Bataille de Normandie
- Guéret
- Brigade Jesser
- Cornil
- 1er Tulle
- 2e Tulle
- Argenton-sur-Creuse
- Oradour-sur-Glane
- 1er Ussel
- Saint-Marcel
- Saffré
- Mont Gargan
- Vercors
- Penguerec
- Lioran
- Égletons
- 2e Ussel
- Débarquement de Provence
- Port-Cros
- La Ciotat
- Toulon
- Martigues
- Marseille
- Nice
- Rennes
- Saint-Malo
- Brest
- Paris
- Mont-de-Marsan
- Montélimar
- Maillé
- Écueillé
- La Saulx
- Meximieux
- Nancy
- Colonne Elster
- Dunkerque
- Arracourt
- Saint-Nazaire
- Lorient
- Metz
- Royan et de la pointe de Grave
- Campagne de Lorraine
- Colmar

Front d'Europe de l'Ouest
Front d'Europe de l'Est
Campagnes d'Afrique, du Moyen-Orient et de Méditerranée
Bataille de l'Atlantique
Guerre du Pacifique
Guerre sino-japonaise
Le débarquement de Provence, désigné sous les noms de code Anvil puis Dragoon, est une opération militaire menée pendant la Seconde Guerre mondiale à partir du 15 août 1944 par les troupes alliées dans le sud-est de la France (entre Toulon et Cannes).
À l'origine appelée Anvil (enclume en anglais), l'opération a été renommée Dragoon par Winston Churchill qui était hostile à ce débarquement (il déclara y avoir été « contraint », dragooned en anglais). Il préférait une percée des troupes déployées sur le front d'Italie vers les Balkans afin de prendre en tenaille l'armée allemande en Europe centrale et d'arriver à Berlin avant les Soviétiques. Il s'oppose notamment à de Gaulle, qui menace de retirer les divisions françaises du front italien. Les objectifs étaient de libérer Toulon, Marseille puis de remonter le Rhône jusqu'à effectuer la jonction avec les forces de l'opération Overlord débarquées en Normandie.
L'opération Dragoon comportait le déploiement de planeurs (opération Dove) et un faux débarquement dans le Nord de l'Italie (opération Span).
La défense allemande composée de la XIXe armée (essentiellement des troupes étrangères) est dégarnie, notamment de la 9e Panzerdivision, à la suite de l’envoi de renforts vers le front de Normandie. À la suite de ce débarquement et de sa rapide progression, Hitler opère un repli pour éviter l'encerclement mais ordonne la destruction des ports de Toulon et Marseille et de garder ces deux villes.

## Forces en présence le 15 août 1944
|            | Alliés                         | Allemands            |
| ---------- | ------------------------------ | -------------------- |
| Soldats    | 50 000 (324 000 fin septembre) | 80 000               |
| Chars      | 500 (800 fin septembre)        | 36                   |
| Artillerie | 1 161 (dont 551 de marine)     | 450                  |
| Avions     | 2 000                          | 105                  |
| Navires    | 2 250 (dont 500 de guerre)     | 48 (dont 10 U-Boots) |

### Unités de la Wehrmacht
La Wehrmacht, déjà engagée sur trois fronts, le front de l'Est, le front italien et, depuis deux mois, le front normand, est en infériorité numérique. Elle dispose pour défendre les côtes méditerranéennes de la France de la 19e armée commandée par le General der Infanterie Friedrich Wiese,, elle-même subdivisée entre :
- le 62e corps d'armée (LXII. AK), General Ferdinand Neuling, sur la côte de Toulon à Menton, QG à Draguignan, comprenant :
  - la 148e division d'infanterie (148. ID), Generalleutnant Otto Schönherr, de Cannes à Nice et Menton ;
  - la 242e division d'infanterie (242. ID), Generalleutnant Johannes Baessler, de Sanary à Saint-Raphaël, PC : Hyères puis Brignoles ;
  - la 716e division d'infanterie (716. ID), Generalleutnant Wilhelm Richter, est envoyée sur la Côte d'Azur en juillet 1944, après avoir été pratiquement anéantie en Normandie ;

- le 85e corps d'armée (LXXXV. AK), General der Infanterie Baptiste Kniest, comprenant :
  - la 157e division d'infanterie (157. ID), Generalleutnant Karl Pflaum, au sud de Grenoble ;

- le 38e corps d'armée (XXXVIII. AK), General der Artillerie Kurt Herzog, sur la côte de Toulon à Marseille, comprenant :
  - la 62e division d'infanterie (62. ID), Generalmajor Louis Tronnier, dans l’arrière-pays provençal (Draguignan)[9] ;
  - la 198e division d'infanterie (198. ID), Generalmajor Alfred Kuhnert ;
  - la 244e division d'infanterie (244. ID), Generalleutnant Hans Schaefer, de Sausset-les-Pins à Bandol ;
  - la 338e division d'infanterie (338. ID), Generalleutnant René de L'Homme de Courbière, de Mauguio à Sausset-les-Pins ;

- un corps d'armée chargé de la défense du Languedoc comprenant :
  - la 189e division d'infanterie (189. ID), Generalleutnant Richard von Schwerin , de Sète à Aigues-Mortes ;
  - la 271e division d'infanterie (271. ID), Generalleutnant Paul Danhauser (du 10 décembre 1943 à août 1944), de Mauguio à Agde, PC : Celleneuve) ;
  - la 272e division d'infanterie (272. ID), General der Infanterie Friedrich-August Schack, région de Perpignan ;
  - la 277e division d'infanterie (277. ID), Generalleutnant Albert Praun (du 15 avril 1944 au 10 août 1944), de Leucate à Valras, a été envoyée en Normandie puis a fait retraite vers l’Allemagne fin août 1944 et est remplacée par la 198e division d'infanterie, Generalmajor Otto Richter.)
  - la 326e division d'infanterie (326. ID), Oberst Kertsch, de la frontière espagnole à Leucate, PC : Thuir, a été envoyée en Normandie en juillet 1944) ;

- la 11e Panzerdivision (11.PzD) venant de Toulouse, Montauban, Albi, Carcassonne. PC : Rouffiac (31)).

La Kriegsmarine, commandée par l'amiral commandant la côte sud française (Kommandierender Admiral Französische Südküste) en la personne du Vizeadmiral Paul Wever, QG à Aix-en-Provence composée de :
- le Marine-Einsatz-Kommando 71. : chargé du renseignement naval. P.C. : Aix-en-Provence.
- Le 95e régiment de sécurité (Sicherungs-Regiment 95.) : situé entre le Grau de Vendres et Frontignan.

La Luftwaffe, dont le 4e corps de campagne de la Luftwaffe (IV. Luftwaffen Feldkorps) est commandé par le General der Flieger Erich Petersen (du 1er août 1944 jusqu’au 19 novembre 1944), QG à Montpellier jusqu'en juillet 1944 puis transféré à Capendu (Aude)
- Il dépend tactiquement de la Flughafenbereich 1/VII de Carcassonne, laquelle est sous les ordres de l’Oberst Gieche.
- Les unités de combat sont réparties entre Montpellier (I./FI.Rgt.71), Carcassonne (II./FI.Rgt.71 dont deux compagnies sont en poste à Perpignan) et Béziers (III./FI.Rgt.71).

Les unités spéciales :
- le II./3. Brandenburg-Regiment a trois compagnies : la 5e, 7e et une compagnie italienne d’emploi spécial (Aix-en-Provence).
- le 200e régiment de sécurité (Sicherungs-Regiment 200.) (Aix-en-Provence).
- la 2. Fliegerdivision : état-major installé à Montfrin (Gard) (JGr.200, II./JG 77., KG 26., KG 77., 1(F)./33., 2./SAGr128.).

### Unités alliées

#### Unités terrestres alliées
Les forces américaines d'assaut par la mer se composent de la VIIe armée américaine, soit :
- le 6e corps d'armée :
  - la 3e division d'infanterie américaine du général John W. O'Daniel ;
  - la 36e division d'infanterie américaine du général John E. Dahlquist ;
  - la 45e division d'infanterie américaine du major général William W. Eagles ;
- et la First Airborne Task Force du général Robert T. Frederick, dont, entre autres, les unités suivantes :
  - 509th Parachute Regimental Combat Team (509th PRCT), dont :
    - 463rd Parachute Field Artillery Batallion du Lieutenant Colonel John T. Cooper
    - 509th Parachute Infantry Batallion du Lieutenant Colonel William P. Yarborough,

  - 517th Parachute Regimental Combat Team (517th PRCT) dont :
    - 460th Parachute Field Artillery Battalion (460th PFAB) du Lieutenant Colonel Raymond L. Cato ;
    - 517e régiment d'infanterie parachutée (517th Parachute Infantry Regiment (517th PIR) du Lieutenant Colonel Rupert D. Graves
    - 596th Parachute Combat Engineer Company) (596th PCEC) du Capitaine Robert W. Darlymple ;

  - 550th Parachute Infantry Battalion du Lieutenant Colonel Edward I. Sachs (582 hommes) ;
  - 551st Parachute Infantry Battalion (en) du Lieutenant Colonel Wood G. Joerg (842 hommes) ;
  - 2d Independent Parachute Brigade du général Charles Pritchard composée de :
    - 1st Independant Parachute Platoon
    - 4th Parachute Battalion du Lieutenant Colonel Harold Brian Coxen
    - 5th (Scottish) Parachute Battalion du Lieutenant Colonel D. R Hunter
    - 6th (Royal Welch) Parachute Battalion du Lieutenant Colonel V. W. Barlow
    - 127th Parachute Field Ambulance, RAMC du Lieutenant Colonel J. P. Parkinson
    - 64th Airlanding Light Battery Royal Artillery Battalion du Major D. M. Duncan
    - 30th Airlanding Anti-tank Battery Royal Artillery Battalion du Major B. J. Potter
    - 2nd Parachute Squadron Royal Engineers du Major C. D. H. Vernon
    - 2nd Parachute Brigade Workshops Royal Electrical and Mechanical Engineers du Captain R. H. Watson
    - 2nd Parachute Brigade Group Royal
    - 751st Composite Company RASC du Captain H. J. C. Cornish
    - 1st Independent Glider Pilot Squadron du Major G. A. R. Coulthard
    - 23rd Independent Parachute Platoon [10]

  - 1st Special Service Force du Colonel Edwin A. Walker

#### Unités terrestres françaises
- Armée B
  - 3e division d’infanterie algérienne[11]
  - 1ère division de marche d’infanterie (ex 1ère division française libre)[11]
  - 9e division d’infanterie coloniale[11]
  - Quelques éléments de la 1ère division blindée[11]

#### Unités navales françaises
Les unités navales alliées étaient constituées de 880 navires de guerre, sur ce nombre 130 furent principalement engagés dont une trentaine de navires français :
- Cuirassé Lorraine
- 3e division de croiseurs
  - Croiseur Émile Bertin
  - Croiseur Jeanne d'Arc
  - Croiseur Duguay-Trouin
- 4e division de croiseurs
  - Croiseur Montcalm
  - Croiseur Gloire
  - Croiseur Georges Leygues
- 10e division de croiseurs légers
  - Contre-torpilleur Le Terrible
  - Contre-torpilleur Le Fantasque
  - Contre-torpilleur Le Malin
- 3e division de torpilleurs
  - Le Fortuné
  - Le Forbin
- 6e division de torpilleurs
  - Le Tempête
  - Le Simoun
  - L'Alcyon
- 2e division de destroyers d'escorte
  - Le Marocain
  - Le Tunisien
- 5e division de destroyers d'escorte
  - Le Hova
  - L'Algérien
  - Le Somali
- 6e division d'avisos
  - La Gracieuse
  - La Boudeuse
  - Le Commandant Delage
  - Le Commandant Bory
- 10e division d'avisos
  - Le Commandant Dominé
  - La Moqueuse

## Composition des forces terrestres françaises
À partir du 15 août 1944, ce sont environ 260 000 combattants de la 1re Armée Française dirigée par le général Jean de Lattre de Tassigny, qui sont arrivés dans le Sud de la France. Ils débarqueront dans les mois qui suivent, dont 5 000 auxiliaires féminines ; 10 % étaient originaires de la métropole (les « Français libres » du général de Gaulle) ou d'Afrique subsaharienne (près de 10 000), 90 % venaient d'Afrique du Nord  dont une écrasante majorité d'anciens soldats de l'armée d'armistice (devenue Vichyste) des départements d'Algérie, du Maroc et de la Tunisie  ; parmi ces derniers, 52 % étaient d'origine nord-africaine (près de 100 000) et 48 % étaient d'origine européenne (les Pieds-noirs),.
Dans les grandes unités, le pourcentage de soldats nord-africains variait de 27 % à la 1re DB à 56 % à la 2e DIM.
Par type d'arme, ce pourcentage était d'environ 70 % dans les régiments de tirailleurs, 40 % dans le génie et 30 % dans l'artillerie.

## Débarquement

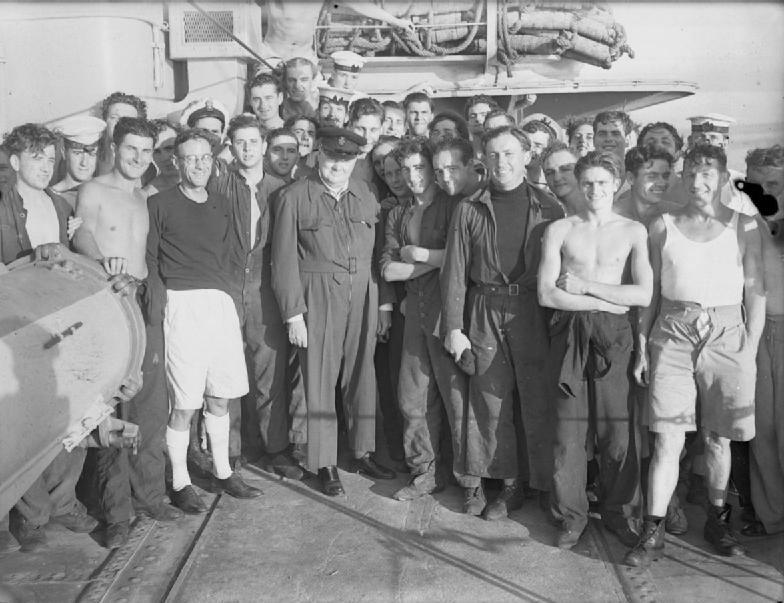
Le 14 août 1944, Winston Churchill sur le.

La veille, Radio Londres diffuse 12 messages pour la Résistance, des régions R1-R2, R3-R4 et R6, et dont les plus connus sont : « Le chasseur est affamé (Bibendum) ou Nancy a le torticolis (guérilla) » ainsi que « Le premier accroc coûte 200 francs » qui deviendra le titre d'un recueil de nouvelles d'Elsa Triolet, femme de lettres résistante, qui obtint pour cette œuvre le prix Goncourt 1945, au titre de l'année 1944.
Comme lors de l'opération Overlord, le plan de bataille prévoit une division des troupes en différentes « forces » ayant chacune un but précis.

### L'assaut naval

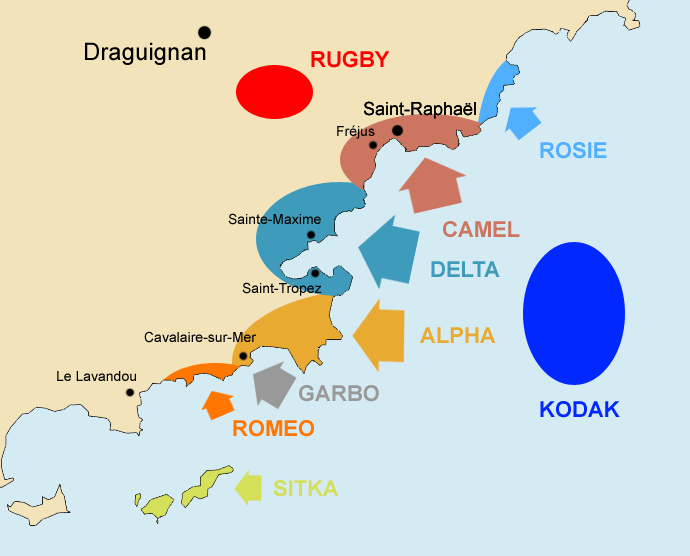
Les différentes forces participant au débarquement.

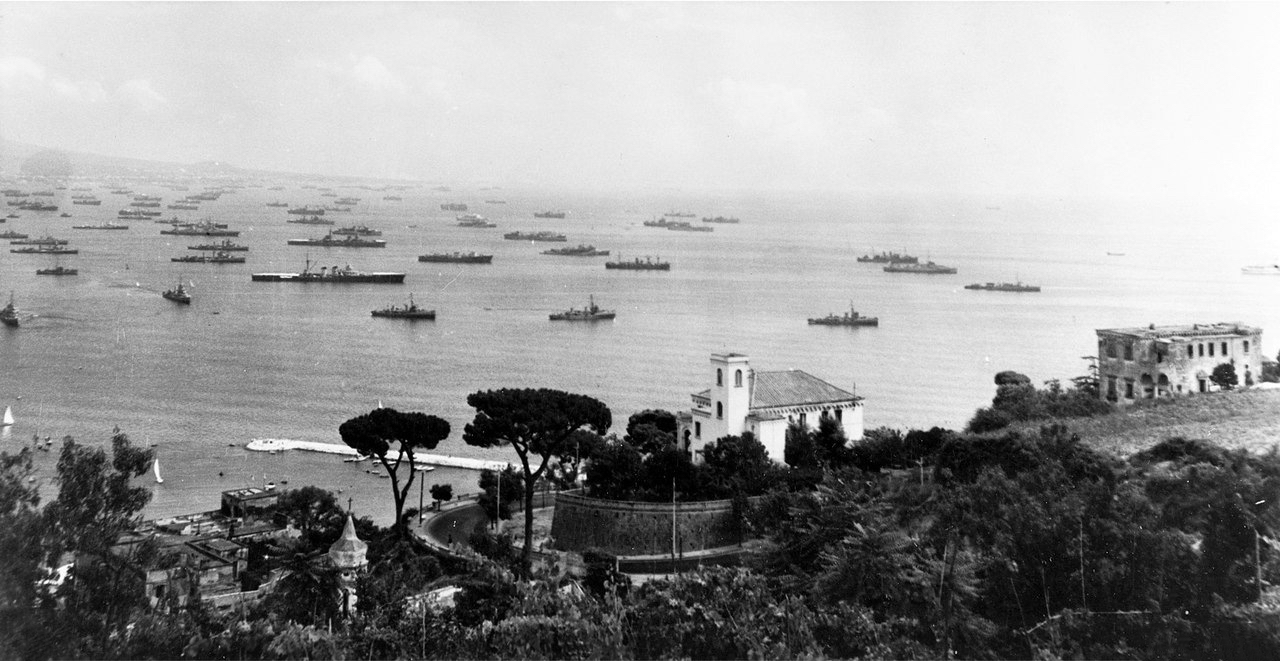
Débarquement sur les côtes françaises en août 1944.

L'assaut naval a lieu sur les côtes varoises entre Toulon et Cannes et mobilise 880 navires anglo-américains, 34 français et 1 370 navires pour le débarquement.
Durant la nuit du 14 au 15 août 1944, des commandos français sont débarqués sur les flancs du futur débarquement :
- Rosie Force débarque les 67 hommes du Groupe Naval d'Assaut de la marine en Corse (GNA de la marine en Corse) du capitaine de frégate Seriot sur l'aile est, à Miramar pour couper la route aux renforts allemands venant de l’est ;
- Romeo Force débarque le Groupe des Commandos d'Afrique (GCA) du lieutenant-colonel Georges-Régis Bouvet sur l'aile ouest, de part et d'autre du cap Nègre. (750 hommes). La première plage foulée par les Commandos d'Afrique est celle du Rayol-Canadel-sur-Mer, choisie pour son grand escalier, repérable de loin.

- Sitka Force, constituée de la Special Service Force et commandée par le colonel Edwin Walker, s'est chargée la même nuit de détruire les batteries des îles côtières de Port-Cros et du Levant situées devant Hyères.

- Kodak Force, composée des trois divisions de la VIIe armée américaine du général Lucian Truscott (les 3e, 36e et 45e divisions) et de la 1re Division Blindée française (1re DB) du général Touzet du Vigier est répartie en trois secteurs :
- à Alpha Beach, du côté ouest, la 3e division d'infanterie du général John W. O'Daniel, et le Combat Command 1 de la 1re division blindée française du général Sudre, débarquent sur les plages de la baie de Cavalaire, à Cavalaire et à La Croix-Valmer, et de Pampelonne à Ramatuelle ;
- à Delta Beach, au centre, la 45e division d'infanterie américaine du major général William W. Eagles débarque à Sainte-Maxime (plage de La Nartelle) ;
- à Camel Beach, du côté est, la 36e division d'infanterie américaine du général John E. Dahlquist débarque sur trois plages différentes : face à la base d'aéronautique navale de Fréjus-Saint Raphaël, au Dramont et sur la plage d'Anthéor à Agay.

L'objectif était de débarquer et de constituer une ligne de front de vingt-cinq kilomètres de profondeur (appelée Blue Line), puis d’avancer vers la vallée du Rhône et de prendre contact avec le 2e corps d'armée français.
Le 17 août, les Alliés mènent une attaque de diversion à La Ciotat pour attirer les forces allemandes à l'écart des principales zones de débarquement. Pendant l'opération, deux navires de guerre allemands attaquent la flottille alliée, mais ils sont tous deux coulés. Au nord de La Ciotat, l'aviation américaine largue 300 parachutistes factices pour renforcer la tentative de diversion.

### Assaut aérien

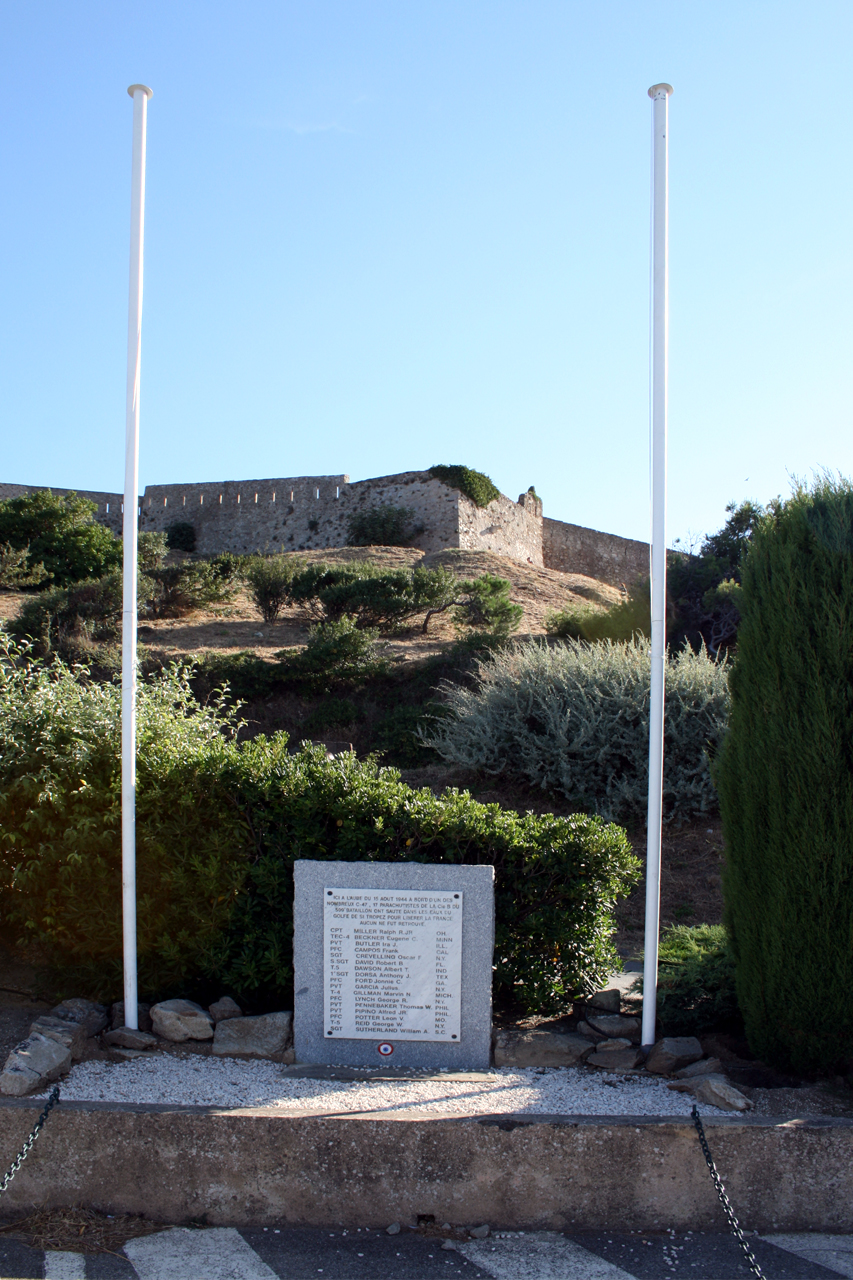
Commémoration du parachutage le 15 août 1944 dans la baie de Saint-Tropez de la Cie B du Bataillon.

L'assaut aérien comportait un parachutage d'hommes et de matériel entre Le Muy et La Motte avec 9 000 parachutistes de la 2e brigade indépendante parachutiste britannique et de plusieurs régiments aéroportés américains largués par plus de 400 avions et des planeurs américains pour les véhicules. Ils étaient acheminés depuis l'Italie. L'objectif était de s’emparer du Muy et des hauteurs de Grimaud afin d’empêcher l’afflux de renforts ennemis depuis l’ouest.
C'est Force Rugby, la 1st Airborne Task Force du général Robert T. Frederick, qui la charge. Cette force se composait, entre autres, des unités suivantes :
- 509th Parachute Regimental Combat Team (509th PRCT), dont :
  - 463rd Parachute Field Artillery Batallion du Lieutenant Colonel John Cooper
  - 509th Parachute Infantry Batallion du Lieutenant Colonel William P. Yarborough,
- 517th Parachute Regimental Combat Team (517th PRCT) dont :
  - 460th Parachute Field Artillery Battalion (460th PFAB) du Lieutenant Colonel Raymond L Cato ;
  - 517e régiment d'infanterie parachutée (États-Unis) (517th Parachute Infantry Regiment (517th PIR) du Lieutenant Colonel Rupert D. Graves
  - 596th Parachute Combat Engineer Company) (596th PCEC) du Capitaine Robert W. Darlymple ;
- 550th Glider Infantry Battalion du Lieutenant Colonel Edward I. Sachs (582 hommes) ;
- 551st Parachute Infantry Battalion (en) du Lieutenant Colonel Wood G. Joerg (842 hommes) ;
- 2d Independent Parachute Brigade Group de la British Army, du général Charles Pritchard
- 1st Special Service Force du Colonel Edwin A. Walker

### Assaut aéronaval
À l'aube du 15 août 1944, les Alliés déploient la Task Force 88 au large de la Provence. Cette force tactique a pour mission d'assurer la couverture aérienne du débarquement dans un premier temps, puis d'aider les troupes débarquées dans leur progression dans un deuxième temps.

### Deuxième vague du débarquement
Le 16 août, à J + 1, débarque Force Garbo commandée par le général américain Alexander Patch, et composée de la VIIe armée américaine commandée par lui-même et de la 1re armée française commandée par le général de Lattre de Tassigny, elle-même composée des unités suivantes :
- 1re division française libre (1re DFL) du général Brosset ;
- 3e division d'infanterie algérienne (3e DIA) du général de Monsabert ;
- 1re division blindée (1re DB) du général Touzet du Vigier.

Les trois quarts de Force Garbo étaient sous commandement français avec pour moitié des troupes des colonies (moitié de soldats d'origine européenne et moitié de soldats africains et nord-africains).
L'objectif était de faire une poussée vers Toulon.
Dans les jours suivants, l'armée B est complétée par les unités suivantes :
- 9e division d'infanterie coloniale (9e DIC) du général Magnan ;
- trois groupes de Tabors marocains du général Guillaume ;
- 2e division d'infanterie marocaine (DIM) du général Dody ;
- 4e division marocaine de montagne (4e DMM) du général  Sevez ;
- 5e division blindée (5e DB) du général de Vernejoul.

L'armée B est par la suite organisée en deux corps d'armée :
- 1er corps d'armée commandé par le général Martin puis par le général Béthouart ;
- 2e corps d'armée commandé par le général de Larminat puis par le général de Monsabert.

## Progression

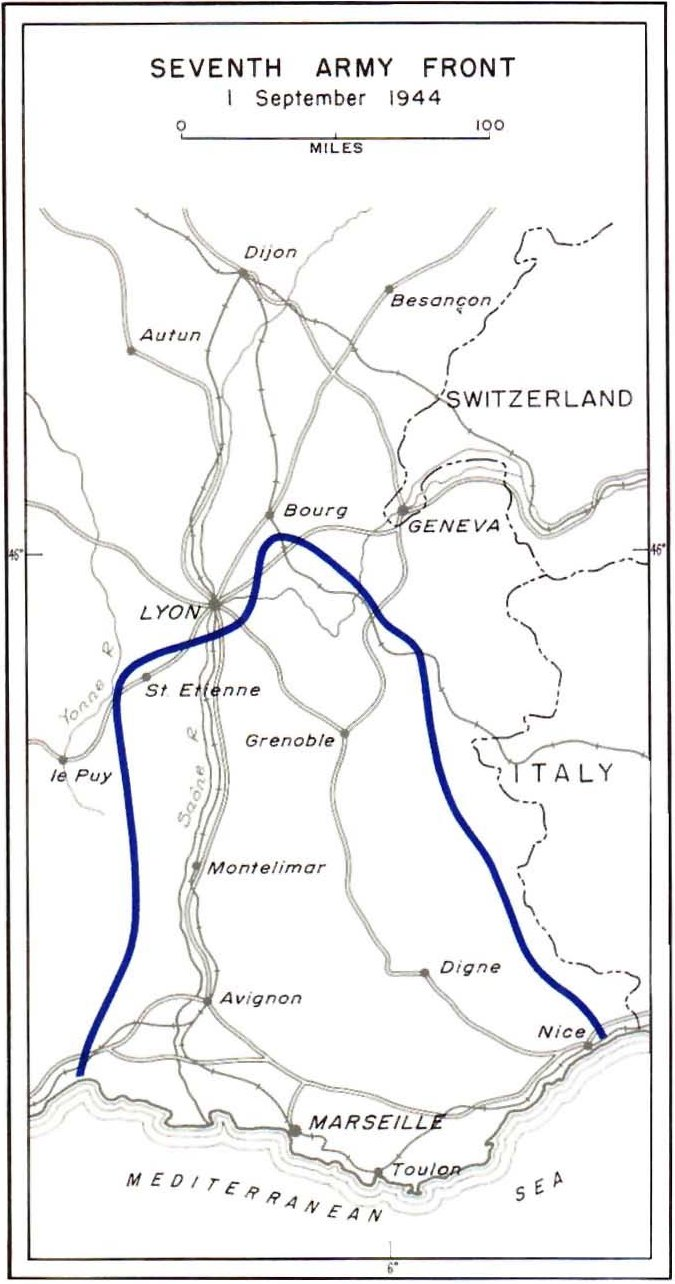
Carte du front le 1er septembre 1944.

Si le but du débarquement en Provence était de créer un nouveau front en France, il s'agissait aussi de détruire la XIXe armée allemande, qui avait pour tâche de défendre le Sud-Est du pays. Les 3e et 45e divisions américaines avaient pour objectif de pousser vers la vallée du Rhône, alors que l'armée française de la Libération avait la charge de libérer les ports de Toulon et Marseille. Afin de l'emporter sur les forces allemandes une force blindée est mise sur pied lors des préparatifs du débarquement, la Task Force Butler, dont la mission est de progresser vers le nord, depuis Draguignan, via Riez, puis Digne et Sisteron, et d'obliquer vers le Rhône à Aspres-sur-Buëch, et ainsi de couper la retraite des forces allemandes, au cours de ce qui deviendra la bataille de Montélimar.
La nouvelle du succès rapide de cette attaque, avec une avancée profonde en vingt-quatre heures, a déclenché une insurrection populaire dans Paris.[réf. nécessaire]
En deux semaines la Provence aura été libérée. Digne et Sisteron sont atteintes le 19 août, Gap le 20 août. Grenoble est prise le 22 août (soit 83 jours avant la date prévue[réf. nécessaire]), Toulon le 23 août, Montélimar le 28 août, Marseille le 29 août et Lyon le 3 septembre. Les forces alliées, remontant la vallée du Rhône, rejoindront le 12 septembre, à Nod-sur-Seine vers Montbard, au cœur de la Bourgogne, celles du front de l'ouest.
Dans les Alpes-Maritimes, Nice est libérée le 28 août 1944, mais Saorge n'est reprise que le 4 avril 1945.
La progression principale se fait vers le nord, laissant sur son flanc un front au niveau des cols alpins, qui ne constituent pas un objectif immédiat pour les états-majors alliés. Des unités allemandes venues d'Italie et chassées de Provence s'y réfugient, notamment dans les différents ouvrages et forts qui constituaient la ligne Maginot alpine. Mais les FFI contrôlaient les Alpes.
Les derniers combats pour libérer la région ont lieu fin avril 1945. Les forts de la vallée de l'Ubaye, les ouvrages Maginot de Saint-Ours et Roche-la-Croix, ne sont repris aux Allemands qu'entre les 23 et 24 avril par les forces françaises aidées de l'armée américaine, soit huit mois après le débarquement sur les côtes du Var, alors que les derniers combats ont lieu en Allemagne.
Dès les premiers jours, un camp de transit est projeté et sa construction mise en œuvre au nord de Marseille, le camp de Calas, pour organiser la redirection des troupes vers les Vosges et l'Alsace, l'Asie ou le retour vers les États-Unis pour hommes totalisant plus de 80 points sur leur "carte de crédit". La première inspection du lieu se fait le 25 août et les premiers travaux commencent immédiatement. On estime que plus de deux millions de militaires américains ont transité par le camp, avec 5 000 mouvements par jour jusqu'au 4 janvier, date de sa fermeture, avec une population de l'ordre de 100 000 occupants.
Ce camp accueille aussi dans sa partie sud les prisonniers au fur et à mesure de leur arrivée.
Les soldats américains morts au combat sont regroupés à la nécropole nationale de Luynes, non loin de ce camp, d'où ils seront redirigés vers celui de Colleville-sur-Mer en Normandie ou réclamés par leurs familles aux États-Unis (60 %).

## Bilan
Selon le site defense.gouv.fr, ce sont au total plus de 324 000 soldats,  68 000 véhicules et près de 500 000 tonnes de ravitaillement qui ont été acheminés en Provence à partir du premier jour.
Du 15 au 29 août (prise de Marseille), les pertes de cette Armée B s’élèvent à 933 tués, 19 disparus et 3 732 blessés, les jours les plus terribles étant les 23 et 24 août. Environ 35 000 Allemands ont été capturés.
Les soldats alliés tombés au cours de la campagne de Provence sont enterrés dans différents cimetières :
- nécropole nationale de Boulouris : située à quelques kilomètres de la plage du Dramont, y reposent les corps de 464 combattants de toutes origines et toutes confessions, appartenant à la Ire armée française (1re DFL) du général de Lattre de Tassigny tués durant le mois d'août 1944[23] ;
- nécropole nationale de Luynes : entre Aix-en-Provence et Marseille, près de 10 000 soldats tués au cours des deux guerres mondiales y reposent ;
- cimetière américain de Draguignan : près de 900 soldats américains tués au cours des combats de la libération de la Provence reposent en ce lieu ;
- cimetière militaire britannique de Mazargues, Marseille : ce cimetière regroupe les corps des soldats de l'Empire britannique tués au cours de l'année 1944 en Provence auprès des tombes de soldats de la Grande Guerre.

Les corps des soldats allemands tués durant l'opération Anvil/Dragoon ainsi que durant les années d'Occupation du Sud de la France sont regroupés au cimetière militaire allemand de Dagneux dans l'Ain.

## Commémorations

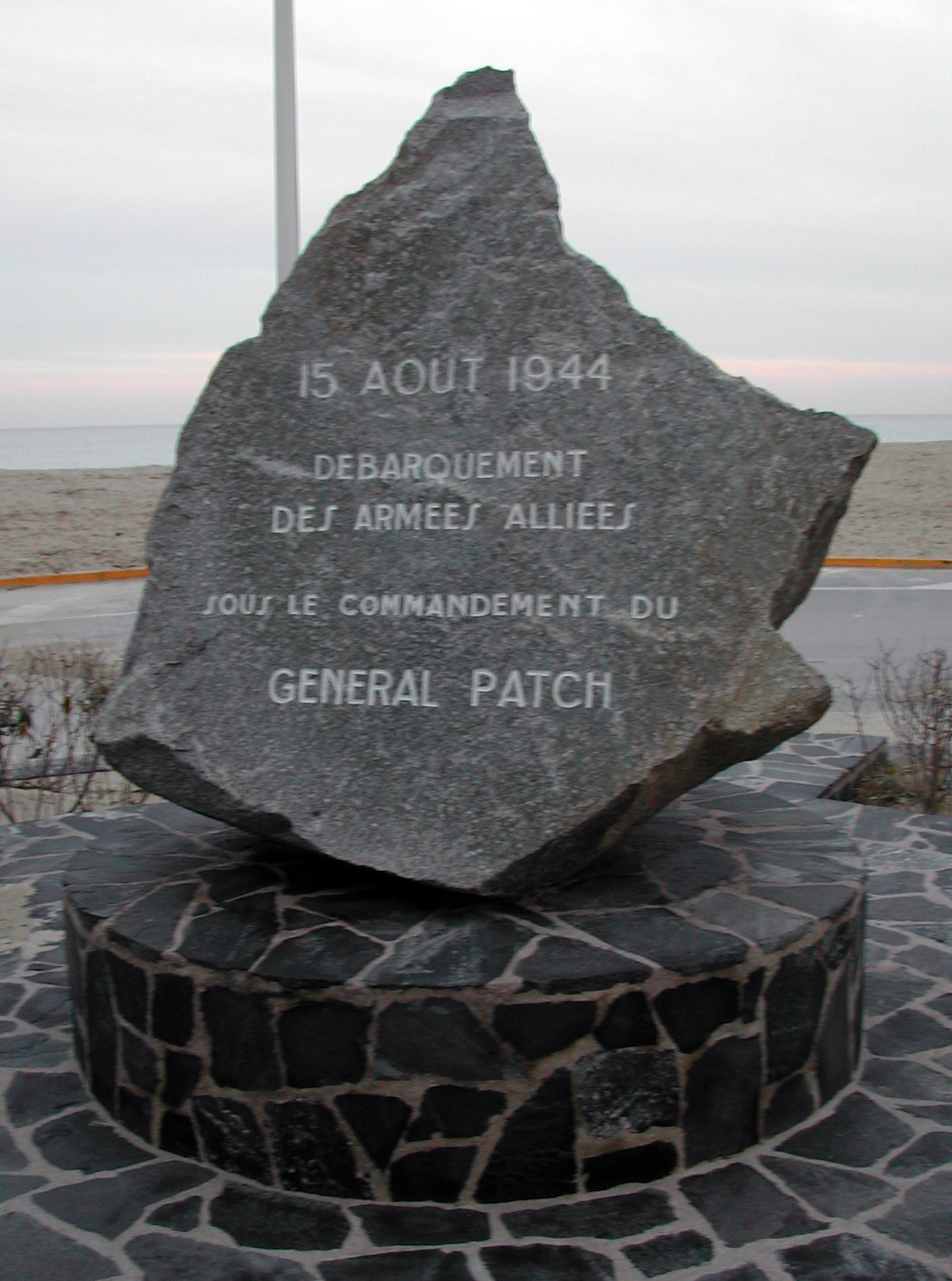
Monument en mémoire du débarquement des alliés à Ramatuelle, près de Saint-Tropez.

### 20eanniversairedu débarquement
La nécropole nationale de Boulouris est inaugurée le 15 août 1964 par le général Charles de Gaulle, alors président de la République. Elle regroupe les corps de 464 combattants de la 1re armée française. De Gaulle inaugure également le mémorial du débarquement en Provence sur les hauteurs nord de Toulon, sur le mont Faron.

### 50eanniversairedu débarquement
Les cérémonies du 50e anniversaire du débarquement réunissent le 15 août 1994 33 navires de guerre et 40 avions français, américains et britanniques, en présence du président François Mitterrand, des chefs d'État de 14 pays africains, et de représentants de tous les pays dont les soldats ont participé aux opérations militaires.

### 60eanniversairedu débarquement
Les cérémonies du 60e anniversaire du débarquement le 15 août 2004 eurent lieu successivement au Muy, au cimetière militaire américain de Draguignan, à Saint-Raphaël, à Cavalaire-sur-Mer et dans la rade de Toulon à bord du porte-avions Charles de Gaulle. Le président Jacques Chirac, en présence de seize chefs d'État et de gouvernement africains, a rendu hommage au « sacrifice immense » des « forces de la liberté » qui ont participé il y a soixante ans au débarquement de Provence. Quelque 200 000 personnes ont assisté des côtes toulonnaises à cette cérémonie, selon la préfecture du Var. Le président de la République a remis des décorations à vingt-et-un vétérans, essentiellement africains, et la croix de la Légion d'honneur « à la ville d'Alger en tant que capitale de la France combattante », pour son rôle d'hôte du Comité français de la Libération nationale.

### 70eanniversairedu débarquement
Plusieurs commémorations ont lieu du 14 au 15 août 2014 à l'occasion du 70e anniversaire. 27 pays sont officiellement représentés sous la présidence de François Hollande

### 75eanniversairedu débarquement
Les cérémonies du 75e anniversaire du débarquement le 15 août 2019 ont lieu à Saint-Raphaël, à la nécropole nationale de Boulouris, en présence du président Emmanuel Macron, de l'ancien président Nicolas Sarkozy, ainsi que des présidents guinéen, Alpha Condé, et ivoirien, Alassane Ouattara.
Dans son discours, Emmanuel Macron rend notamment hommage aux combattants venus d'Afrique (Pieds-noirs, Maghrébins et Africains subsahariens) ayant participé au débarquement :

« Mais la très grande majorité, des soldats de la plus grande force de l'armée française de la libération, venait d'Afrique. Français d'Afrique du nord, pieds noirs, tirailleurs algériens, marocains, tunisiens, zouaves, spahis, goumiers, tirailleurs que l'on appelait sénégalais, mais qui venaient en fait de toute l'Afrique subsaharienne, et parmi eux des Guinéens, des Ivoiriens, cher Alpha, cher Alassane [présidents guinéen et ivoirien, Alpha Condé et Alassane Ouattara]. Tous se sont unis contre l'ennemi nazi au service du drapeau et de la liberté. Tous ont fait preuve d'un courage immense et d'une bravoure hors pair. Ils ont payé un lourd tribut à la victoire qu'ils ont largement contribué à forger. Ils sont des milliers à s'être sacrifiés pour défendre une terre lointaine, une terre souvent inconnue, une terre jusqu'alors jamais foulée, une terre à laquelle ils ont à jamais mêlé leur sang. Ils ont fait l'honneur et la grandeur de la France et pourtant qui d'entre nous se souvient aujourd'hui de leurs noms, de leurs visages ? [...] Honorés à juste titre par leurs camarades de l'époque, ces combattants africains, pendant nombre de décennies, n'ont pas eu la gloire et l'estime que leur bravoure justifiait. La France a une part d'Afrique en elle et sur ce sol de Provence, cette part fut celle du sang versé. Nous devons en être fiers et ne jamais l'oublier : les noms, les visages, les vies de ces héros d'Afrique doivent faire partie de nos vies de citoyens libres parce que sans eux nous ne le serions pas. »

### Hommages
Le débarquement de Provence, a été rendu possible par des actes héroïques de la résistance. René Borghini, Esther Poggio, Joseph Lajouxou ont été agents de liaisons et furent arrêtés à Monaco en juillet 1944. En 2021, le président du Conseil national a tenu à rendre hommage au résistant patriote, René Borghini, par le biais d'un buste commémoratif.

## Débarquement de Provence dans la culture populaire

### Jeu vidéo
Le débarquement de Provence est une des mini-campagnes solo du jeu vidéo Battlefield V, le joueur y incarne Deme Cisse, un tirailleur sénégalais qui combat les troupes allemandes aux côtés d'un autre tirailleur vétéran : Idrissa. La campagne met en avant le mauvais traitement des tirailleurs par les troupes françaises au début de l'offensive et la volonté de ceux-ci de prouver leur valeur comme soldats. Elle se termine par la mention du blanchiment des troupes coloniales effectué après la libération de Paris. Après la scène finale, le jeu fait mention sous forme d'une série de petits textes sur fond noir que les actes héroïques des tirailleurs lors de la campagne de Provence ont été oubliés de la mémoire collective, occultés par le débarquement de Normandie. Ces actes n'ont été reconnus que très récemment, notamment par François Hollande et Nicolas Sarkozy.
Certains navire du débarquement de Provence sont représentés en 3D et jouable warthunder ou la Franchise world of warships, world of warships blitz et world of warships legends

### Cinéma
- Le film Indigènes (2006) de Rachid Bouchareb retrace le sacrifice des soldats nord-africains pour la libération de l'Italie et de la France. Une scène montre les soldats progressant à pied dans la campagne de Provence, sans livrer de combat. Dans la scène suivante, ils entrent dans Marseille libérée et sont acclamés par la population.
- Le film Au soldat inconnu, le débarquement de Provence (2009) du réalisateur et acteur Thomas Lemoine avec Jacques Frantz, raconte l’histoire d’un soldat français qui débarque en Provence et qui rencontre un tirailleur sénégalais au combat. Le film a été tourné sur le Dramont, l’une des plages historiques du débarquement de Provence et coproduit par l’établissement de communication et de production audiovisuelle de la Défense.
- Le film Au soldat inconnu, les enfants de la Résistance (2011), du réalisateur et acteur Thomas Lemoine avec Jacques Frantz, raconte l’histoire d’un groupe de résistants dans un maquis du sud de la France qui a pour mission de préparer et de faciliter le débarquement des Alliés en Provence. Le film se termine par un mini-documentaire d’archives uniques sur le débarquement de Provence. Le film est coproduit par l’établissement de communication et de production audiovisuelle de la Défense.
- Le film Saints and Soldiers, l'honneur des Paras (2012) de Ryan Little se passe intégralement durant le débarquement de Provence. Il décrit les aventures de trois parachutistes américains du 517th Parachute Infantry Regiment ayant atterri dans l'arrière-pays provençal et isolés de leur unité, qui s'efforcent de la retrouver, tout en combattant les forces allemandes rencontrés en chemin.
- Le documentaire Provence août 1944, l'autre débarquement (2014) réalisé par Christian Philibert et raconté par Charles Berling, retrace l'historique du débarquement de Provence, le tout illustré de nombreuses images d'archives et d'interviews inédites.
- Mémoires de guerre, mémoires de soldats oubliés, documentaire de Eric Blanchot et Le Grain (association stéphanoise) . Prix du public au festival du cinéma méditerranée de Lunel en 2006. Plusieurs fois diffusés sur la chaine publique France 3.

### Littérature
Le débarquement inspire à l'écrivain français puis sénégalais Léopold Sédar Senghor le poème « Pour un FFI noir blessé », publié dans le recueil Hosties noires.